# 大陽出版
大陽出版株式会社（たいようしゅっぱん）は、日本の同人誌印刷所。愛知県豊橋市に本社を置く。東京都台東区、大阪市北区に営業所を置いている。社名表記は「太陽」ではなく「大陽」。渋谷区の営業所は2015年8月末に閉鎖された。

## 概要
以前は、商業印刷と平行して同人誌印刷も受注していたが、近年になって同人誌印刷中心に経営方針を変更した。
同業他社と比較してセット商品が豊富なのが特徴で、基本料金の安さと安定した品質もあって利用者が多く、コミックマーケットでの人気印刷会社第1位になったこともある。
中田社長をモチーフにした「ナカパンダ」がマスコットキャラクターであり、マニュアルに何度も登場する他、単行本も発売されている。
2019年のコミックマーケット96から、公式カタログの印刷を共信印刷に変わって担当している。